# 卡斯特鎮區 (明尼蘇達州萊昂縣)
卡斯特鎮區（英語：Custer Township）是位於美國明尼蘇達州萊昂縣的一個行政鎮區。

## 歷史
卡斯特鎮區於1876年設立，紀念於小大角戰役中陣亡的乔治·阿姆斯特朗·卡斯特（George Armstrong Custer）將軍。

## 地方資料
卡斯特鎮區的面積為92.93平方千米，當中陸地面積為92.10平方千米，而水域面積為0.83平方千米。根據2020年美國人口普查的數據，當地共有人口175人，而人口密度為每平方千米1.88人。